# Sébastien Diaz
Sébastien Diaz, né Sebastian Diaz-Grégoire[réf. souhaitée], le 4 octobre 1981 à Montréal, est un animateur de télévision et de radio, réalisateur, monteur et compositeur québécois.

## Biographie
Né à Montréal, il est le fils d'un père d'origine mexicaine et d'une mère d'origine québécoise. Il possède un diplôme d'études collégiales en cinéma du Cégep de Saint-Laurent et un baccalauréat en production cinématographique de l'Université Concordia.
Depuis 2009, il est en couple avec l'actrice et animatrice Bianca Gervais. Il anime d'ailleurs le magazine Format familial en sa compagnie entre 2014 et 2021 ,.

## Filmographie

### Animateur
- 2008 - 2014 : Voir (Télé-Québec)
- 2014 - 2018 : Formule Diaz (Télé-Québec)[6]
- 2014 - 2021 : Format familial (Télé-Québec)[7]
- 2019 - 2020 : L'effet WOW (ICI ARTV)[8]
- 2019 - : On va se le dire (ICI Radio-Canada Télé)

### Reporter et critique
- 2008 : Star Système (TVA)
- 2009 : État Critique (MusiquePlus)
- 2009 : Sucré salé (TVA)

### Acteur
- 2021 : Les Pays d'en haut :  Raphaël Lacour, le neveu du marchand[9]

## Radio
- 2010 : AM (Radio-Canada Première)
- 2014 : Les Poids Lourds du Retour (CKOI-FM)

## Œuvres
- 2009 : Montréal Kitsch : 98 lieux hauts en couleur (Éditions La Presse)
- 2023 : Ils finiront bien par t'avoir (Éditions Québec Amérique)

## Récompenses et nominations

### Récompenses
- 2011 : Prix Gémeaux de la meilleure animation d'un magazine culturel pour Voir
- 2012 : Prix Gémeaux de la meilleure réalisation pour un magazine culturel pour Voir
- 2014 : Prix Gémeaux de la meilleure réalisation pour un magazine culturel pour Voir
- 2016 : Prix Gémeaux de la meilleure animation d'un magazine de services pour Format familial avec Bianca Gervais
- 2017 : Prix Gémeaux de la meilleure animation d'un magazine culturel pour Formule Diaz
- 2018 :
  - Prix Gémeaux de la meilleure animation d'un magazine culturel pour Formule Diaz
  - Prix Gémeaux de la meilleure animation d'un magazine de services pour Format familial avec Bianca Gervais
- 2019 : Prix Gémeaux de la meilleure animation d'un magazine de services pour Format familial avec Bianca Gervais